# Anne Margrethe Ingebrigtsdatter
Anne Margrethe Ingebrigtsdatter, född okänt år, död efter år 1742, var en norsk pietist, som åren 1740–1742 var ledare för en religiös rörelse i Trondhjem. 
Hennes bakgrund är okänd, men år 1740 hade hon i några år varit bosatt i Ole Andersen Oudbagens hus i Sanden vid Trondheim, där hon gav kristendomsundervisning till både barn och vuxna. Detta hade år 1740 utvecklats till verkliga predikningar och gudstjänster där mänger av människor stod packade vid gatan till hennes hus, något som ledde till en konflikt med kyrkan. Hon anmäldes för olaglig lekmannapredikan och kyrkoherden fick hennes församling och predikan upplöst med hjälp av militären, något som ledde till upplopp. Redan 1736 hade hennes predikan dragit till sig så mycket folk att den uppmärksammades av myndigheterna. Hennes tro har bedömts som både pietistisk och herrnhutisk. 